# Нугзаров Тамерлан Темірсолтанович
Тамерлан Темірсолтанович Нугзаров (1 червня 1942 — 24 травня 2020) — радянський та російський цирковий артист (наїзник). Народний артист РРФСР (1985).

## Біографія
Тамерлан Нугзаров народився 1 червня 1942 року у місті Орджонікідзе. Спочатку працював конюхом. Згодом Тамерлан почав брати участь у циркових виставах. У 1971 році Нугзаров створив унікальну циркову виставу «Гірська легенда» (у створенні номера Тамерлану допомагав Махмуд Есамбаєв). «Джигіти Нугзарова» були відзначені найпрестижнішою цирковою нагородою — «Золотий клоун» (1984).